# مجتبى غلوم
مجتبى محمد غلوم مصطفى ملا ملك (7 مارس 1994) لاعب كرة قدم بحريني ذو أصول إيرانية يلعب حاليا لصالح نادي الدرجة الأولى البسيتين البحريني في مركز الوسط المهاجم من 2015 كما يجيد اللعب في مركزي الجناح الأيمن والجناح الأيسر.

## الإنجازات

### منتخب البحرين
- كأس الخليج للمنتخبات الأولمبية (1): 2013